# Bo Fredzell

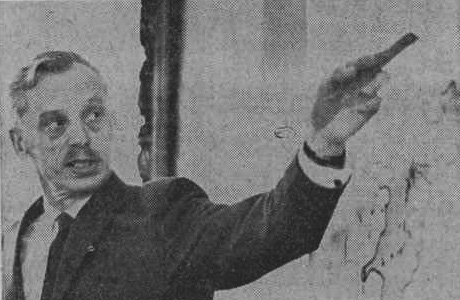
Bo Fredzell

Bo Samuel Fredzell, född 5 juni 1910 i Lidköping, död 8 juni 1990 i Örebro, var en svensk arkitekt.
Efter studentexamen i Skövde 1928 utexaminerades Fredzell från Kungliga Tekniska högskolan i Stockholm 1933. Han anställdes hon Anders Funkquist i Göteborg 1934, vid Göteborgs stadsarkitektkontor 1934 och vid Göteborgs stadsplanekontor 1935. Fredzell bedrev även egen arkitektverksamhet i begränsad utsträckning. Han blev stadsplanearkitekt i Karlskoga stad 1939 och chef var för Örebro läns landstings regionplanekontor 1950–1977. Bo Fredzell är begravd på Forshems kyrkogård.